# Napiwek

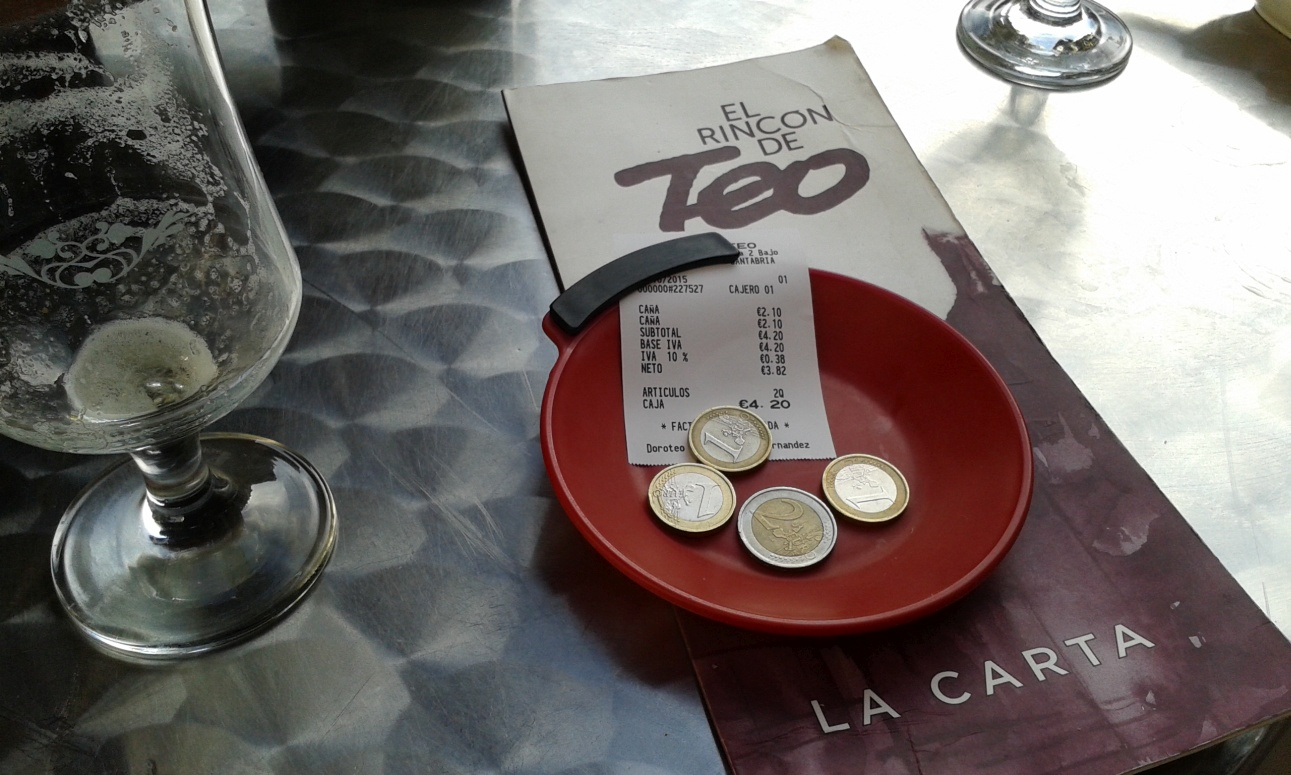
Napiwek w restauracji

Napiwek – zwyczajowa pieniężna gratyfikacja, pozostawiana przez klienta pracownikom lokalu gastronomicznego, jako wyraz zadowolenia z jakości obsługi. Co do zasady nieobowiązkowa, choć w niektórych krajach jest niepisanym przymusem obyczajowym. 
Zależnie od kraju, klasy lokalu i wartości rachunku oczekiwana wysokość napiwku wynosi od 5 do 25 procent ceny za usługę. Bywa też, że napiwek to po prostu wysokość rachunku zaokrąglona w górę do "równej" sumy. W zależności od zwyczaju panującego w danym lokalu obdarowany napiwkiem dzieli się uzbieraną kwotą ze współpracownikami (zgodnie z zasadą, że na efekt końcowy pracuje cały zespół np: także kucharze) lub zostawia ją sobie w całości. Zdarza się też, że napiwek jest wliczany do rachunku. Informacja o tym powinna być umieszczona w menu bądź cenniku, a napiwek traci wtedy swój charakter uznaniowy (jest naliczany obligatoryjnie każdemu klientowi, niezależnie od jego poziomu zadowolenia z usługi). Napiwek doliczony do rachunku podlega opodatkowaniu.
W niektórych krajach/kulturach (np. Korea Południowa, Japonia, Chiny, Finlandia) nie ma zwyczaju dawania napiwków, a próba obdarowania nim obsługi może zostać uznana za zachowanie niestosowne. Z kolei w państwach w których zwyczaj ten jest powszechny (np. w Polsce) zdarza się, że napiwki stanowią główne źródło dochodu obsługi (przy stałej pensji na poziomie minimalnym). Niekiedy nachalne domaganie się napiwku może być karalne, jak ma to miejsce np. we Włoszech.